# GFW Super X Cup (2017)
GFW Super X Cup (2017) – turniej wrestlingu z cyklu X Cup rozgrywany na zasadzie systemu pucharowego. Były to trzecie tego typu zawody zorganizowane przez amerykańską federację wrestlingu Global Force Wrestling (GFW; dawniej Total Nonstop Action Wrestling). Pierwsza odsłona turnieju odbyła się w 2003, druga zaś w 2005. Rozgrywki wystartowały 3 lipca 2017 roku i zakończyły się 17 sierpnia podczas specjalnego odcinka programu federacji – GFW Impact!: Destination X.
W GFW Super X Cup brało udział ośmiu wrestlerów: Dezmond Xavier, Davey Richards, Andrew Everett, Idris Abraham, ACH, Drago, Sammy Guevara i Taiji Ishimori. Przebrnąwszy spotkania ćwierćfinałowe i półfinałowe, Dezmond Xavier pokonał Taijiego Ishimoriego w finale zawodów, czym zapewnił sobie puchar i prawo do walki o GFW X Division Championship.
Mecze odbywające się w ramach turnieju Super X Cup zostały ocenione przez krytyków jako poprawne lub dobre.

## Tło
3 lipca 2017 roku, w trakcie nagrań do odcinka programu GFW Impact! z 6 lipca, Jeremy Borash przedstawił ośmiu uczestników turnieju: Dezmonda Xaviera, Daveya Richardsa i Andrew Everetta (reprezentujących GFW), Idrisa Abrahama (reprezentującego GFW i Can-Am Wrestling School), ACH (reprezentującego All American Wrestling), Drago (reprezentującego Lucha Libre AAA Worldwide), Sammy’ego Guevarę (reprezentującego Wrestle Circus) i Taijiego Ishimori’ego (reprezentującego Pro Wrestling Noah). Zawody z 2017 roku były trzecią edycją Super X Cup. Pierwszą wygrał Chris Sabin w 2003 roku, natomiast drugą Samoa Joe w 2005 roku. Zwycięzca turnieju otrzymuje trofeum i możliwość walki z mistrzem Dywizji X.

## Turniej
Turniej Super X Cup obejmował siedem meczów, które zostały przygotowane na podstawie wcześniej istniejących scenariuszy. Zawodnicy odgrywali role pozytywnych (face) lub negatywnych bohaterów (heel) i rywalizowali pomiędzy sobą w seriach walk mających budować napięcie.
Turniej składał się z trzech rund: ćwierćfinałów, półfinałów i finału. Walki ćwierćfinałowe i półfinałowe miały miejsce w programie telewizyjnym GFW, GFW Impact!, podczas gdy końcowy pojedynek odbył się na żywo 17 sierpnia w specjalnym odcinku Impactu! – GFW Impact: Destination X. Pierwsze cztery spotkania zostały nagrane 3, 4 i 5 lipca i wyemitowane 6, 13, 20 i 27 lipca. Drugą rundę starć federacja zarejestrowała 5 i 6 lipca, następnie wyemitowała ją 3 i 10 sierpnia.

### Ćwierćfinał
W pierwszym meczu ćwierćfinałowym Dezmond Xavier zwyciężył Idrisa Abrahama za pomocą Final Flashu z narożnika. W drugiej walce skonfrontowali się ze sobą ACH oraz Andrew Everett, który mimo dominacji w pojedynku przegrał z przeciwnikiem po przyjęciu Brainbustera. Trzecie starcie stoczyli Drago i Sammy Guevara. Reprezentant AAA wykonał na młodym zawodniku Wrestle Circus Blockbuster DDT i przeszedł do następnej rundy. Taiji Ishimori wygrał ostatni mecz ćwierćfinałowy z Daveym Richardsem, kończąc potyczkę akcją o nazwie 450 Splash.

### Półfinał
Drago i Xavier spotkali się w pierwszym meczu półfinałowym turnieju. Xavier zawdzięczał pokonanie przeciwnika i awans do finału dwóm akcjom końcowym – 619 w narożniku i Final Flashowi. Drugim finalistą został Ishimori, który zwyciężył ACH za pomocą 450 Splashu z narożnika.

### Finał
Ishimori dominował nad rywalem w większej części meczu, mimo to żadna z jego akcji kończących nie została zwieńczona zwycięskim przypięciem. W ostatniej minucie pojedynku Japończyk utracił przewagę. Xavier uniknął szarży przeciwnika, wykonał na nim Enzuigiri, po czym uderzył go za pomocą Pele Kicka i przypiął. Pojedynek trwał 8 minut i 56 sekund.

### Drabinka turnieju
|  | Ćwierćfinały (GFW Impact!) | Ćwierćfinały (GFW Impact!) |                |     | Półfinały (GFW Impact!) | Półfinały (GFW Impact!) |  |  | Finał (GFW Impact: Destination X) | Finał (GFW Impact: Destination X) |
|  |                            |                            |                |     |                         |                         |  |  |                                   |                                   |
|  |                            |                            |                |     |                         |                         |  |  |                                   |                                   |
|  |                            |                            |                |     |                         |                         |  |  |                                   |                                   |
|  | Dezmond Xavier             | Pin                        |                |     |                         |                         |  |  |                                   |                                   |
|  | Dezmond Xavier             | Pin                        |                |     |                         |                         |  |  |                                   |                                   |
|  | Idris Abraham              | 11:57                      |                |     |                         |                         |  |  |                                   |                                   |
|  | Idris Abraham              | 11:57                      | Dezmond Xavier | Pin |                         |                         |  |  |                                   |                                   |
|  |                            |                            | Dezmond Xavier | Pin |                         |                         |  |  |                                   |                                   |
|  |                            | Drago                      | 15:10          |     |                         |                         |  |  |                                   |                                   |
|  | Drago                      | Drago                      | 15:10          | Pin |                         |                         |  |  |                                   |                                   |
|  | Drago                      |                            |                | Pin |                         |                         |  |  |                                   |                                   |
|  | Sammy Guevara              | 4:38                       |                |     |                         |                         |  |  |                                   |                                   |
|  | Sammy Guevara              | 4:38                       | Dezmond Xavier | Pin |                         |                         |  |  |                                   |                                   |
|  |                            |                            | Dezmond Xavier | Pin |                         |                         |  |  |                                   |                                   |
|  |                            | Taiji Ishimori             | 08:56          |     |                         |                         |  |  |                                   |                                   |
|  | ACH                        | Taiji Ishimori             | 08:56          | Pin |                         |                         |  |  |                                   |                                   |
|  | ACH                        |                            |                | Pin |                         |                         |  |  |                                   |                                   |
|  | Andrew Everett             | 06:25                      |                |     |                         |                         |  |  |                                   |                                   |
|  | Andrew Everett             | 06:25                      | Taiji Ishimori | Pin |                         |                         |  |  |                                   |                                   |
|  |                            |                            | Taiji Ishimori | Pin |                         |                         |  |  |                                   |                                   |
|  |                            | ACH                        | 10:07          |     |                         |                         |  |  |                                   |                                   |
|  | Taiji Ishimori             | ACH                        | 10:07          | Pin |                         |                         |  |  |                                   |                                   |
|  | Taiji Ishimori             |                            |                | Pin |                         |                         |  |  |                                   |                                   |
|  | Davey Richards             | 08:30                      |                |     |                         |                         |  |  |                                   |                                   |
|  | Davey Richards             | 08:30                      |                |     |                         |                         |  |  |                                   |                                   |

## Odbiór
Zdaniem Mike’a McMahona z PWTorch.com spotkanie Dezmonda Xaviera z Idrisem Abrahamem było „dobrym meczem”, a Super X Cup może stać się dla federacji okazją do wypromowania nowych twarzy, takich jak Dezmond, w procesie odbudowy Dywizji X. Larry Csonka, redaktor portalu 411mania.com, opisał drugie starcie jako dobry, szybki mecz, który przyniósł widzom dużo radości. Reporter blogu Świat Impact Wrestling! uznał walkę Sammy’ego Guevary z Drago za „solidne starcie, ale niestety bardzo krótkie. Szkoda też, że Sammy nie mógł pokazać więcej, bo to co zrobił było naprawdę dobre”. O ostatnim pojedynku ćwierćfinałowym napisał, że dwaj uzdolnieni wrestlerzy stworzyli udane widowisko. Dziennikarze Prowrestling.net, John Moore i Jason Powell, pochwalili wszystkie potyczki.
Walki półfinałowe wywołały dość pozytywne reakcje krytyków. Csonka, opisując starcie Xaviera z Drago, stwierdził, że „był to dobry mecz, w którym Dezmond wrócił z dalekiej podróży. Zawodnicy otrzymali wystarczająco dużo czasu, aby się wykazać”. Miał również nadzieję, że „walka będzie bardziej obfitowała w różnorodne akcje, mimo to udanie otworzyła odcinek Impactu!”. Publicysta Świata Impact Wrestling! rozczarował się nieco pojedynkiem ACH z Taijim Ishimorim: „panowie chcieli dać z siebie wszystko, a samo starcie było dobre, ale jednak czegoś brakowało”.
Recenzując Destination X, Csonka ocenił ostatnie spotkanie Super X Cup na 2¾ w pięciogwiazdkowej skali. Jego zdaniem „to był niezły mecz, ale brakowało w nim zachwytu i dramaturgii, jak również efektownych akcji, których oczekiwalibyśmy w finale turnieju Dywizji X. Zwycięstwo Xaviera było właściwym wyborem, niemniej starcie pozostawiło widzów z uczuciem rozczarowania”. Reporter Świata Impact Wrestling! dał pojedynkowi trzy gwiazdki. Uznał finał za przyjemną walkę, w której zawodnicy wywiązali się z postawionego przed nimi zadania. Dodał również, że mecz trwał zbyt krótko, a jego końcowa część „była mało klimatyczna”.

## Po turnieju

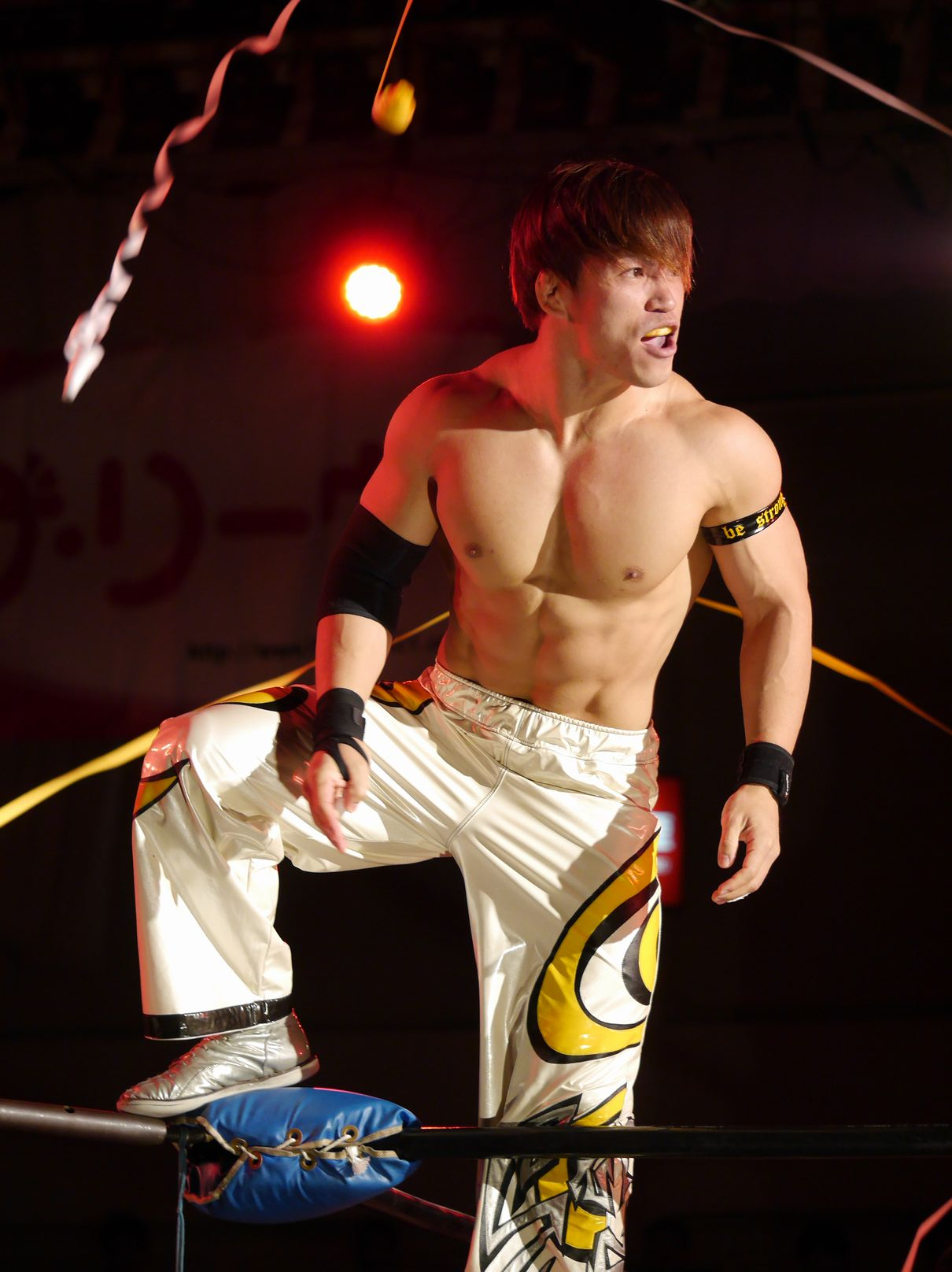
Taiji Ishimori, finalista GFW Super X Cup

Dezmond Xavier był uczestnikiem Six Way matchu o Impact X Division Championship na Bound for Glory (2 listopada 2017 roku). Tego dnia mistrz, Trevor Lee, obronił tytuł, pokonując go oraz Garzę Jr., Matta Sydala, Peteya Williamsa i Sonjaya Dutta. Później zawodnik nie odgrywał większej roli w Dywizji X.
Pogromcą Trevora Lee został Taiji Ishimori, który w odcinku Impactu! wyemitowanym 4 stycznia 2018 roku został nowym Impact X Division Championem.